# And I Feel Fine... The Best of the I.R.S. Years 1982–1987
And I Feel Fine... The Best of the I.R.S. Years 1982–1987 és una compilació de la banda estatunidenca de rock alternatiu R.E.M. que inclou cançons durant la seva etapa en el segell discogràfic I.R.S. Records. Totes les cançons van ser remasteritzades i es va publicar el 12 de setembre de 2006. El mateix dia també van publicar un DVD titulat When the Light Is Mine.
Estigué disponible en tres versions diferents: una versió estàndard d'un disc amb les 21 cançons favorites dels seguidors entre l'EP Chronic Town (1982) i Document (1987) i tots els senzills publicats amb I.R.S. Records a excepció de «Wendell Gee» i «Superman»; una segona edició on s'afegeix un disc extra de rareses, el senzill «Superman», cançons inèdites i remescles; i una tercera edició on a banda dels dos discs hi ha el DVD When the Light Is Mine. R.E.M. tenia la intenció de incloure-hi la cançó «Theme from Two Steps Onward» però es va perdre l'enregistrament.
Aquest treball va entrar a la llista britànica d'àlbums, concretament va arribar a la posició 70 de la llista.

## Llista de cançons
| 1.            | «Begin the Begin»                                           | Lifes Rich Pageant           | 3:29  |
| 2.            | «Radio Free Europe»                                         | Murmur                       | 4:06  |
| 3.            | «Pretty Persuasion»                                         | Reckoning                    | 3:51  |
| 4.            | «Talk About the Passion»                                    | Murmur                       | 3:22  |
| 5.            | «(Don't Go Back To) Rockville»                              | Reckoning                    | 4:33  |
| 6.            | «Sitting Still»                                             | Murmur                       | 3:18  |
| 7.            | «Gardening at Night»                                        | Chronic Town                 | 3:29  |
| 8.            | «7 Chinese Bros.»                                           | Reckoning                    | 4:15  |
| 9.            | «So. Central Rain (I'm Sorry)»                              | Reckoning                    | 3:15  |
| 10.           | «Driver 8»                                                  | Fables of the Reconstruction | 3:23  |
| 11.           | «Cant Get There from Here»                                  | Fables of the Reconstruction | 3:39  |
| 12.           | «Finest Worksong»                                           | Document                     | 3:48  |
| 13.           | «Feeling Gravitys Pull»                                     | Fables of the Reconstruction | 4:51  |
| 14.           | «I Believe»                                                 | Lifes Rich Pageant           | 3:49  |
| 15.           | «Life and How to Live It»                                   | Fables of the Reconstruction | 4:08  |
| 16.           | «Cuyahoga»                                                  | Lifes Rich Pageant           | 4:21  |
| 17.           | «The One I Love»                                            | Document                     | 3:17  |
| 18.           | «Welcome to the Occupation»                                 | Document                     | 2:47  |
| 19.           | «Fall on Me»                                                | Lifes Rich Pageant           | 2:51  |
| 20.           | «Perfect Circle»                                            | Murmur                       | 3:29  |
| 21.           | «It's the End of the World as We Know It (And I Feel Fine)» | Document                     | 4:05  |
| Durada total: | Durada total:                                               | Durada total:                | 78:06 |

| 1.            | «Pilgrimage»                                                                  | Murmur                                                 | 4:30  |
| 2.            | «These Days»                                                                  | Lifes Rich Pageant                                     | 3:25  |
| 3.            | «Gardening at Night» (Slower electric demo)                                   |                                                        | 4:44  |
| 4.            | «Radio Free Europe» (versió senzill Hib-Tone)                                 |                                                        | 3:48  |
| 5.            | «Sitting Still» (versió senzill Hib-Tone)                                     |                                                        | 3:16  |
| 6.            | «Life and How to Live It» (directe a Muziekcentrum Vredenburg, Utrecht, 1987) |                                                        | 6:36  |
| 7.            | «Ages of You» (directe a Paradise Rock Club, Boston, 1983)                    | Live! for Life                                         | 3:48  |
| 8.            | «We Walk» (directe a Paradise Rock Club, Boston, 1983)                        |                                                        | 3:17  |
| 9.            | «1,000,000» (directe a Paradise Rock Club, Boston, 1983)                      |                                                        | 3:25  |
| 10.           | «Finest Worksong» (Other mix)                                                 |                                                        | 3:47  |
| 11.           | «Hyena» (demo)                                                                | Fables of the Reconstruction                           | 2:50  |
| 12.           | «Theme from Two Steps Onward» (demo)                                          |                                                        | 4:37  |
| 13.           | «Superman»                                                                    | Lifes Rich Pageant                                     | 2:53  |
| 14.           | «All the Right Friends» (Studio outtake)                                      | rellançament Dead Letter Office                        | 3:53  |
| 15.           | «Mystery to Me» (demo)                                                        |                                                        | 2:01  |
| 16.           | «Just a Touch»                                                                |                                                        | 2:38  |
| 17.           | «Bad Day» (Studio outtake)                                                    | reenregistrament In Time: The Best of R.E.M. 1988–2003 | 3:03  |
| 18.           | «King of Birds»                                                               | Document                                               | 4:09  |
| 19.           | «Swan Swan H» (versió acústica directe)                                       | Athens, GA: Inside/Out                                 | 2:43  |
| 20.           | «Disturbance at the Heron House»                                              |                                                        | 3:32  |
| 21.           | «Time After Time (AnnElise)»                                                  |                                                        | 3:31  |
| Durada total: | Durada total:                                                                 | Durada total:                                          | 76:26 |

| 1. | «Pretty Persuasion» (versió Live-in-studio)                                                         | rellançament Reckoning |  |
| 2. | «Disturbance at the Heron House» (directe a McCabe's Guitar Shop, Santa Monica, 24 de maig de 1987) |                        |  |
| 3. | «Radio Free Europe» (vídeoclip original versió llarga)                                              | Succumbs               |  |